# Synagoge (Zawiercie)
Koordinaten: 50° 29′ 19,7″ N, 19° 25′ 12″ O

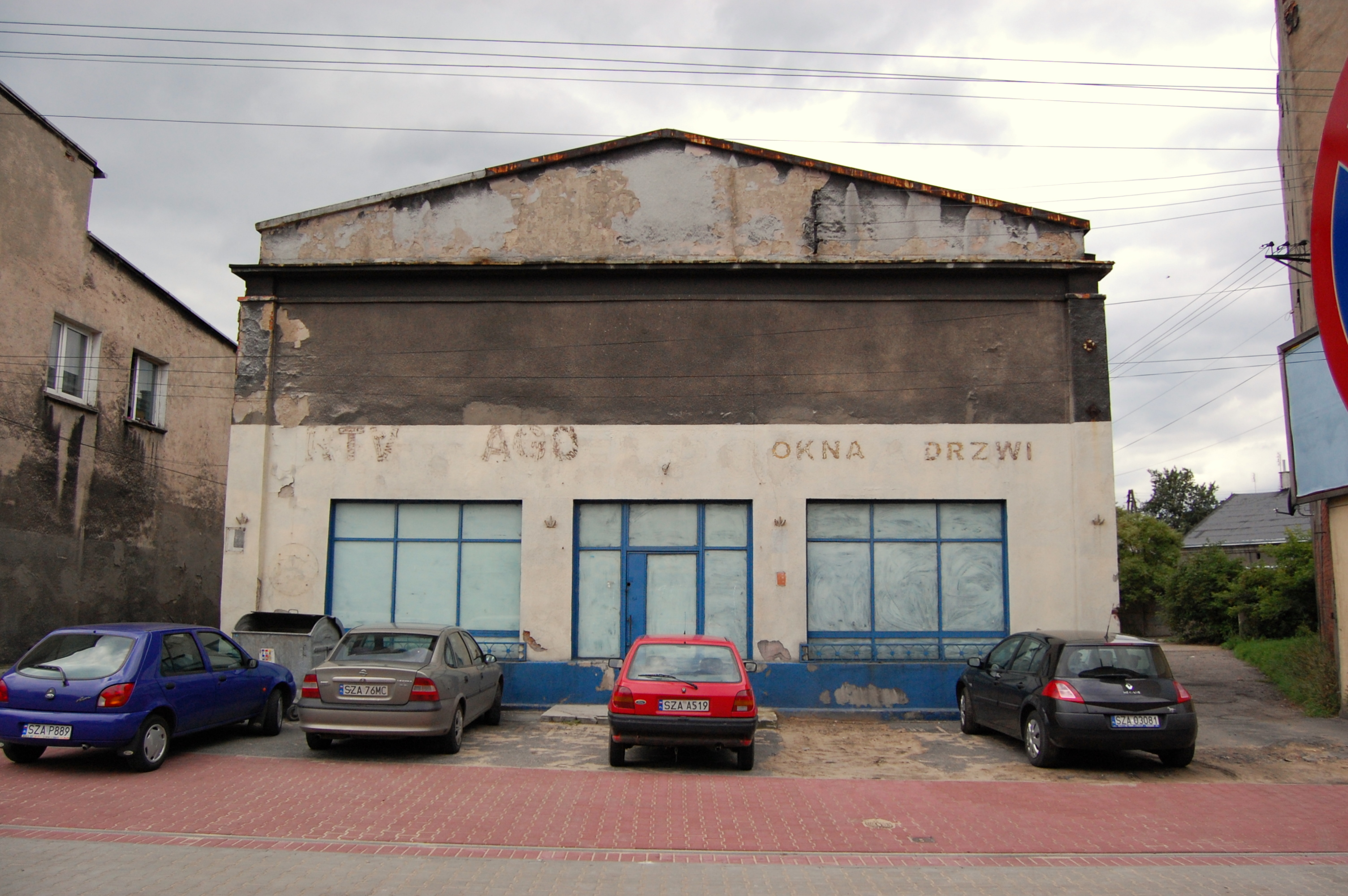
Synagoge in Zawiercie

Die Synagoge in Zawiercie, einer Stadt in der Woiwodschaft Schlesien in Polen, wurde um 1880 errichtet. Die Synagoge befindet sich an der Marszałkowska-Straße 41. 
Sie wurde während der deutschen Besetzung Polens im Zweiten Weltkrieg verwüstet. Nach dem Krieg wurde sie als Werkstatt zweckentfremdet. Gegenwärtig verfällt das Gebäude.